# آسياب علي خان (أمجز)
آسیاب علي خان (بالفارسية: آسیاب علی‌خان) هي قرية تقع في إيران في قسم أمجز الريفي. يقدر عدد سكانها بـ 236 نسمة بحسب إحصاء 2016.